# Chief Mouser to the Cabinet Office
Der Chief Mouser to the Cabinet Office (deutsch etwa „Oberster Mäusejäger des Kabinetts“) ist der Titel der Hauskatze des Premierministers des Vereinigten Königreichs in der Downing Street Nr. 10. Nur eine Katze, Larry, erhielt den Titel offiziell, andere Katzen erhalten den Titel nur als Kosename zumeist von der britischen Presse.

## Geschichte
Das Amt des Chief Mousers ist seit der Regierungszeit Heinrichs VIII. besetzt, seit Kardinal Wolsey seine Katze neben sich platzierte, während er seinen Amtsgeschäften als Lordkanzler nachging. Offizielle Dokumente, die am 4. Januar 2005 im Rahmen des Freedom of Information Act 2000 veröffentlicht wurden, reichen nur bis zum 3. Juni 1929 zurück, als AE Banham das Schatzamt autorisierte, „für die Haltung einer effizienten Katze“ 1 Penny Sterling pro Tag aus der Portokasse aufzuwenden. Im April 1932 wurde das wöchentliche Budget auf 1 Shilling 6 Pence erhöht. Im 21. Jahrhundert kostet der Mäusejäger 100 £ pro Jahr.
Da die Katzen Beamte sind, gehören sie nicht dem amtierenden Premierminister und es kommt nur selten vor, dass die Amtszeiten von Premierminister und Chief Mouser deckungsgleich sind. Die Katze mit der längsten Amtszeit in Downing Street war Wilberforce, der unter Edward Heath, Harold Wilson, Jim Callaghan und Margaret Thatcher diente. Seit dem 14. Februar 2011 ist der Posten von Larry besetzt. Das Ende der Amtszeit der letzten Inhaberin Sybil war im Januar 2009. Sybil, die ihr Amt am 11. September 2007 antrat, war die erste Katze seit zehn Jahren nach dem Amtsende ihres Vorgängers Humphrey im Jahr 1997. Sybil gehörte dem damaligen Schatzkanzler Alistair Darling, der zu jener Zeit jedoch in Downing Street Nr. 10 lebte, während der damalige Premierminister, Gordon Brown, in der größeren Downing Street Nr. 11 residierte. Es wird berichtet, dass Sybil nicht in London blieb, sondern nach Schottland zurückkehrte, um bei Freunden der Familie Darling zu leben. Sybil starb am 27. Juli 2009.
Im Januar 2011 wurden während Fernsehaufnahmen des Senders ITN wiederholt vorbeihuschende Ratten auf den Stufen von Downing Street Nr. 10 gesichtet. Obwohl es zu dieser Zeit keinen amtierenden Chief Mouser gab, gab der Pressesprecher des Premierministers bekannt, dass es keine Pläne gebe, eine Katze mit der Lösung des Problems zu beauftragen. Trotzdem, so berichteten Zeitungen am folgenden Tag, gebe es laut dem Pressesprecher eine „pro-cat faction“ („Pro-Katze-Fraktion“) in Downing Street, so dass die Gerüchte über die baldige Neubesetzung des Chief-Mouser-Postens weiter angeheizt wurden. Am 14. Februar 2011 wurde berichtet, dass eine Katze namens Larry berufen worden sei, das Problem anzugehen. Der Evening Standard berichtete, dass die Katze von David Cameron und seiner Familie ausgesucht wurde. Sie stamme aus dem Tierheim Battersea Dogs and Cats Home.
Am 16. September 2012 wurde berichtet, dass Premierminister Cameron Larry entlassen und stattdessen die Katze von Schatzkanzler Osborne, Freya, als neuen Chief Mouser ernannt habe. Einige Quellen sprechen dagegen von einer „Arbeitsteilung“ der beiden Katzen, um keine verletzten Gefühle aufkommen zu lassen. Larry ist weiterhin der einzige Chief Mouser, der auf der offiziellen Website von Downing Street No. 10 genannt wird.

## Liste der Katzen

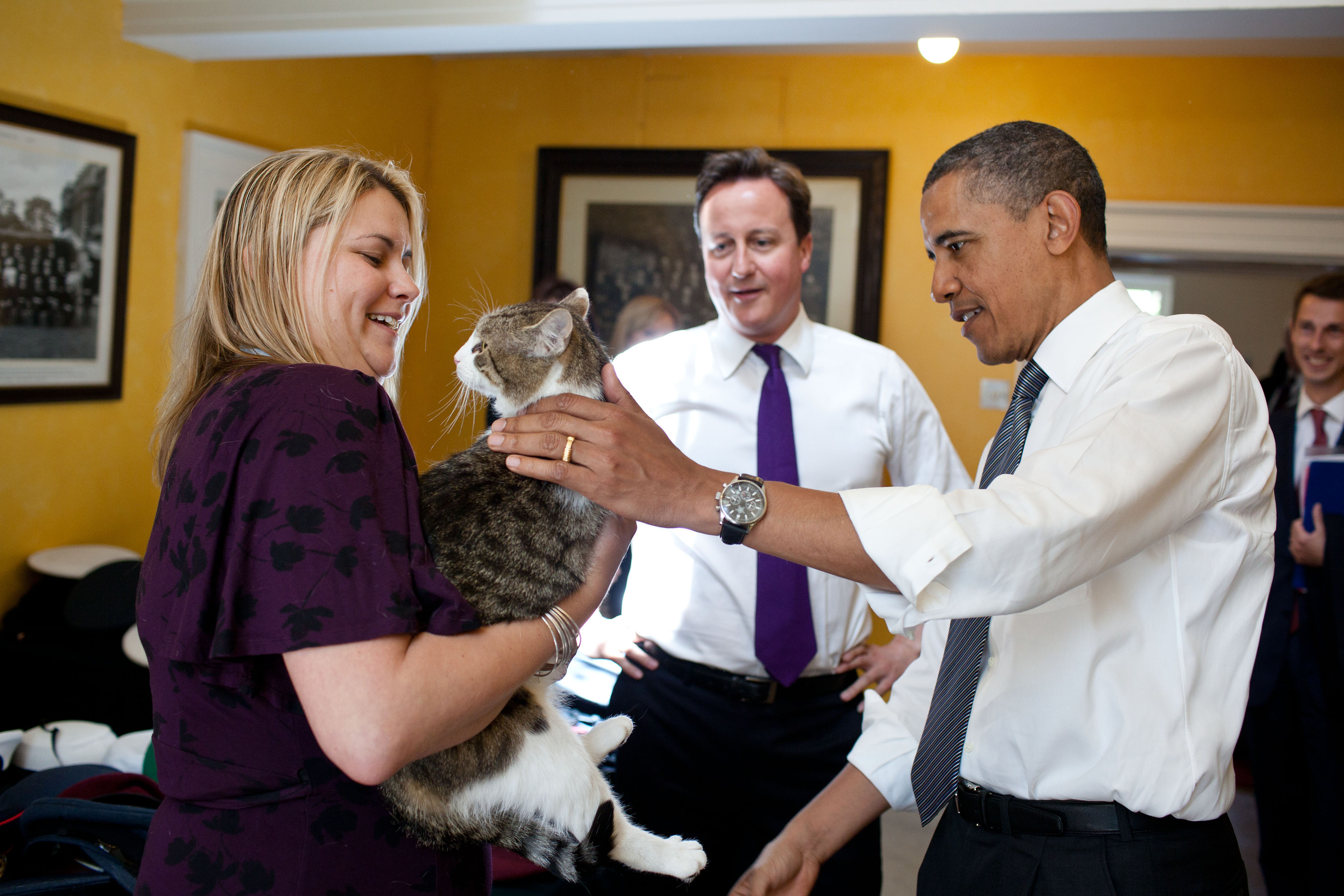
Premierminister Cameron (m.) präsentiert Larry Barack Obama (r.) (2011)

| Name          | Amtsantritt | Amtsende  | Premierminister                                                                           | Quellen                     |
| ------------- | ----------- | --------- | ----------------------------------------------------------------------------------------- | --------------------------- |
| Treasury Bill | 1924        | 1924      | Ramsay MacDonald                                                                          | [ 18 ]                      |
| Peter         | fl. 1929    | 1946      | Stanley Baldwin, Ramsay MacDonald, Neville Chamberlain, Winston Churchill, Clement Attlee | [ 4 ]                       |
| Munich Mouser | 1937–1940   | 1943      | Neville Chamberlain, Winston Churchill                                                    | [ 19 ] [ 20 ]               |
| Nelson        | 1940er      | 1940er    | Winston Churchill                                                                         | [ 20 ] [ 21 ]               |
| Peter II      | 1946        | 1946      | Clement Attlee                                                                            | [ 4 ]                       |
| Peter III     | 1946        | 1964      | Clement Attlee, Winston Churchill, Anthony Eden, Harold Macmillan, Alec Douglas-Home      | [ 4 ]                       |
| Peta          | 1964        | ca. 1976  | Alec Douglas-Home, Harold Wilson, Edward Heath                                            | [ 4 ]                       |
| Wilberforce   | 1970        | 1988      | Edward Heath, Harold Wilson, Jim Callaghan, Margaret Thatcher                             | [ 22 ]                      |
| Humphrey      | 1989        | 1997      | Margaret Thatcher, John Major, Tony Blair                                                 | [ 23 ]                      |
| Sybil         | 2007        | 2008      | Gordon Brown                                                                              | [ 24 ]                      |
| Larry         | 2011        | amtierend | David Cameron, Theresa May, Boris Johnson, Liz Truss, Rishi Sunak, Keir Starmer           | [ 16 ] [ 17 ] [ 25 ] [ 26 ] |
| Freya         | 2012        | 2014      | David Cameron                                                                             | [ 17 ] [ 27 ]               |